# Andrew Andrews
Pour les articles homonymes, voir Andrews.
Andrew Andrews, né le 25 mai 1993 à Portland, Oregon, est un joueur américain de basket-ball. Il évolue au poste de meneur.

## Biographie

### Carrière universitaire
Il passe ses quatre années universitaires à l'université de Washington où il joue pour les Huskies entre 2012 et 2016. Lors de son dernier match à domicile avec les Huskies, il marque 47 points contre l'équipe rivale des Cougars de Washington State.

### Carrière professionnelle
Le 23 juin 2016, lors de la draft 2016 de la NBA, automatiquement éligible, il n'est pas sélectionné. En juillet, il participe à la NBA Summer League 2016 d'Orlando avec les Clippers de Los Angeles. En cinq matches (dont 4 titularisations), il a des moyennes de 11 points, 4,4 rebonds, 3,2 passes décisives et 2,2 interceptions en 28,6 minutes par match. Le 7 septembre 2016, il signe avec les Hornets de Charlotte pour participer au camp d'entraînement et tenter de faire partie des quinze joueurs retenus au début de la saison NBA 2016-2017. Le 20 octobre, il est libéré par les Hornets.
En juin 2021, Andrews rejoint le Türk Telekomspor mais les deux parties se séparent en septembre. En octobre, il s'engage pour une saison avec une autre équipe turque, le Bursaspor Basketbol.
En juillet 2022, il s'engage pour deux saisons avec le Panathinaïkos, club athénien qui participe à l'EuroLigue. Après une mauvaise entente entre le club grec et le joueur originaire de Portland sur la place qu'il occupait dans l'effectif au sein du championnat grec, Andrews et Panathinaïkos voient leurs chemins se séparer. Ainsi, il rejoint à nouveau le club turc de Bursaspor en mars 2023.
Le 17 juillet 2023, il signe un contrat de deux ans avec le Joventut Badalona, club espagnol qui participe à l'Eurocoupe.

## Statistiques

### Universitaires
| Saison    | Équipe     | Matchs | Titul. | Min./m | % Tir | % 3pts | % LF | Rbds/m. | Pass/m. | Int/m. | Ctr/m. | Pts/m. |
| --------- | ---------- | ------ | ------ | ------ | ----- | ------ | ---- | ------- | ------- | ------ | ------ | ------ |
| 2012-2013 | Washington | 31     | 2      | 24,7   | 36,3  | 27,0   | 73,3 | 2,97    | 2,32    | 0,68   | 0,19   | 7,81   |
| 2013-2014 | Washington | 32     | 32     | 30,2   | 38,1  | 28,3   | 79,4 | 3,88    | 2,59    | 1,16   | 0,06   | 12,31  |
| 2014-2015 | Washington | 31     | 30     | 33,8   | 40,3  | 37,6   | 81,5 | 4,26    | 2,16    | 1,42   | 0,03   | 14,97  |
| 2015-2016 | Washington | 34     | 34     | 33,8   | 39,3  | 40,1   | 85,0 | 5,74    | 4,85    | 1,38   | 0,03   | 20,94  |
| Total     |            | 128    | 98     | 30,7   | 38,8  | 35,1   | 81,5 | 4,24    | 3,02    | 1,16   | 0,08   | 14,16  |

## Palmarès
- First-team All-Pac-12 (2016)